# بي إم دبليو اف 650 سي اس
بي إم دبليو اف 650Cاس (بالإنجليزية: BMW F650CS)‏ هي دراجة نارية من تصنيع بي إم دبليو.